# Armadale (Australia)
Armadale (City of Armadale) – jednostka samorządu terytorialnego w stanie Australia Zachodnia, formalnie posiadająca status miasta (city), w praktyce będąca jedną z dzielnic Perth.
Obszar ten został wydzielony w roku 1894 i początkowo posiadał status tzw. zarządu drogowego (road board). W 1961 stał się hrabstwem, w 1979 gminą, zaś w 1985 uzyskał prawa miejskie. Liczy ok. 50 tysięcy mieszkańców i zajmuje powierzchnię 559,5 km².
Miasto podzielone jest na 7 obwodów (wards), z których w każdym wybieranych jest dwóch radnych miejskich. Radni wybierają spośród siebie burmistrza, stojącego na czele lokalnych władz wykonawczych.